# Jakub Schall
Jakub Schall, także Szall (ur. 13 kwietnia 1889 w Romanówce, zm. sierpień 1942 w Bełżcu) – polsko-żydowski historyk i pedagog.

## Życiorys
Był synem Bernarda (Berla), kupca oraz dzierżawcy majątku i Tony (Temy) z d. Hauslinger. W latach 1900–1901 uczęszczał do Gimnazjum im. Franciszka Józefa we Lwowie, w 1903 roku do Wyższej Szkoły Realnej, a rok później do II Szkoły Realnej w tym samym mieście. Podczas nauki był członkiem kółka literackiego, którego opiekunem był Kazimierz Jarecki.
W 1908 roku zdał maturę, dwa lata później podjął studia na Wydziale Prawa Uniwersytetu Lwowskiego, z którego w 1912 roku przeniósł się na Uniwersyet w Czerniowcach. Od 1911 roku współpracował z wydawaną w Czerniowcach „Gazetą Polską”, pisał także do czasopism „Czernowitzer Tagblatt”, „Czernowitzer Allgemeine Zeitung” i „Dziennik Polski”. W 1913 roku publikował artykuły dotyczące historii Mołdawii w krakowskim tygodniku „Ojczyzna” i mohylewskiej „Gazecie Polskiej”, używał wówczas pseudonimu Bolesław Echowicz.
We wrześniu 1914 roku wyjechał do Wiednia, gdzie podjął studia geograficzne na Uniwersytecie Wiedeńskim. Pisał wówczas do gazety „Wiedeński Kurier Polski”. W 1916 roku jego rozprawa doktorska Russlands Verkerhsstrassen und Verkehrsmittel im XVI. und XVII. Jahrhundert została odrzucona przez komisję egzaminacyjną. Następnie został wcielony do armii austro-węgierskiej i brał udział w walkach na froncie wschodnim. Awansowany został do stopnia podporucznika.
W 1918 roku na podstawie rozprawy doktorskiej pod tym samym tytułem co wcześniejsza uzyskał stopień doktora filozofii. Następnie uczęszczał na wykłady z zakresu historii i geografii jako wolny słuchacz. W 1920 roku powrócił do Lwowa i podjął pracę jako nauczyciel w gimnazjum prowadzonym przez Żydowskie Towarzystwo Szkoły Ludowej i Średniej. Wydawał broszury dla młodzieży oraz podręczniki dla szkół średnich. Prowadził działalność popularyzatorską historię Polski i Żydów, publikując m.in. w czasopismach „Chwila”, „Gazeta Lwowska”, „Słowo Polskie”, „Miesięcznik Żydowski”, „Filomata” i „Kwartalnik Historyczny”. Prowadził również audycje w Polskim Radiu. W 1934 roku opublikował książkę Historia Żydów w Polsce, na Litwie i Rusi, a rok później Przewodnik po zabytkach żydowskich m. Lwowa i historia Żydów lwowskich w zarysie. W 1939 roku wydał publikakcję Dawna Żółkiew i jej Żydzi, był także współautorem publikacji Żydzi – bojownicy o niepodległość Polski, którą opublikował wraz z Norbertem Getterem i Zygmuntem Schipperem. 
Był nauczycielem akademickim na Uniwersytecie Jana Kazimierza we Lwowie oraz prowadził zajęcia na Żydowskim Uniwersytecie Ludowym. Współpracował z YIVO oraz z Kuratorium Muzeum przy Żydowskiej Gminie Wyznaniowej, był również członkiem Towarzystwa Miłośników Przeszłości Lwowa.
Przebywał we Lwowie podczas okupacji radzieckiej. W 1941 roku został przesiedlony do getta lwowskiego, gdzie na prośbę Emanuela Ringelbluma zajmował się zbieraniem materiałów na temat życia codziennego Żydów. Latem 1942 roku wraz z prawnikiem i członkiem Judenratu Lejbem Landauem zaangażował się w pomoc lwowskim Karaimom, zaprzeczając ich żydowskiemu pochodzeniu, co miało przyczynić się do wstrzymania decyzji o ich eksterminacji.
Podczas akcji likwidacyjnej w sierpniu 1942 roku został wywieziony do obozu zagłady w Bełżcu i tam zamordowany.